# Wolfgang Heimbach
Wolfgang Heimbach est un peintre allemand, né vers 1615 à Ovelgönne et mort au plus tôt en 1678 à Oldenbourg.
Wolfgang Heimbach était sourd, ce qui ne l'empêche pas de voyager à l'étranger, aux Pays-Bas, puis dans le sud de l'Europe pendant 12 ans.
On pense qu'il a été dans le sud de l'Allemagne en 1640. Il est resté à Rome en 1645 où il a fait le portrait du pape Innocent X Pamphili. Il a été recommandé par le grand-duc de Toscane au gouverneur de la Sainte Maison de Lorette. On le retrouve en Bohème en 1651 au service d'Ottavio Piccolomini. Il a également travaillé pour le roi de Hongrie Ferdinand IV de Habsbourg. Il est ensuite allé à Prague à Nuremberg puis à Bruxelles la même année.

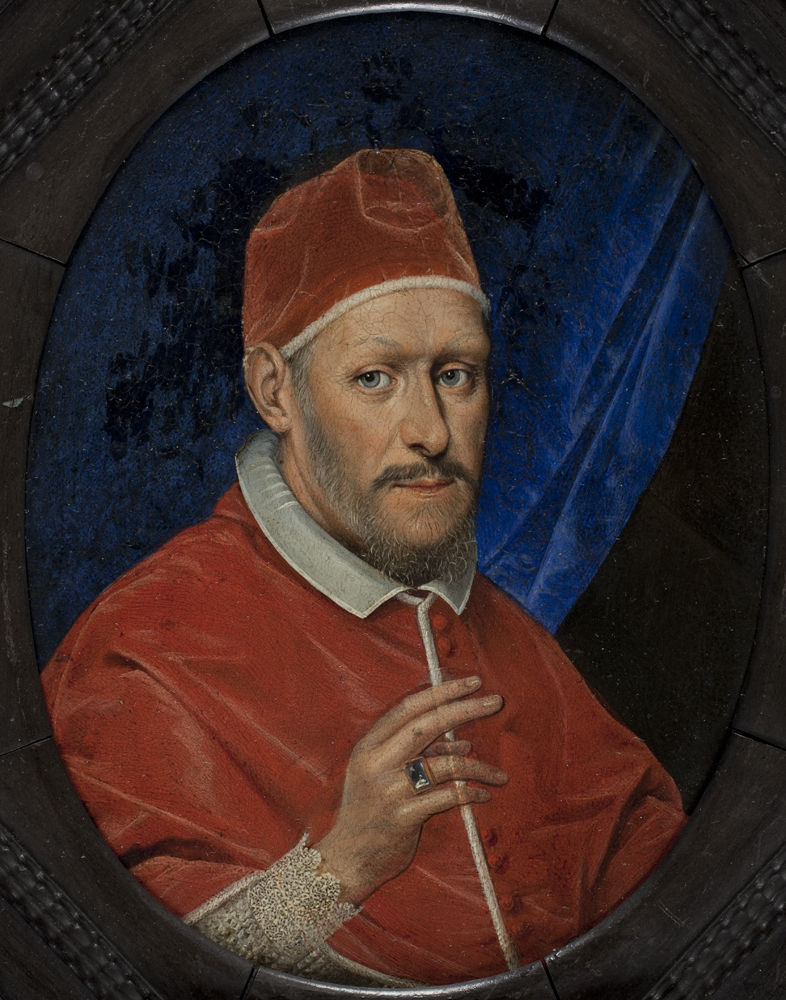
Innocent X (1645)
Statens Museum for Kunst

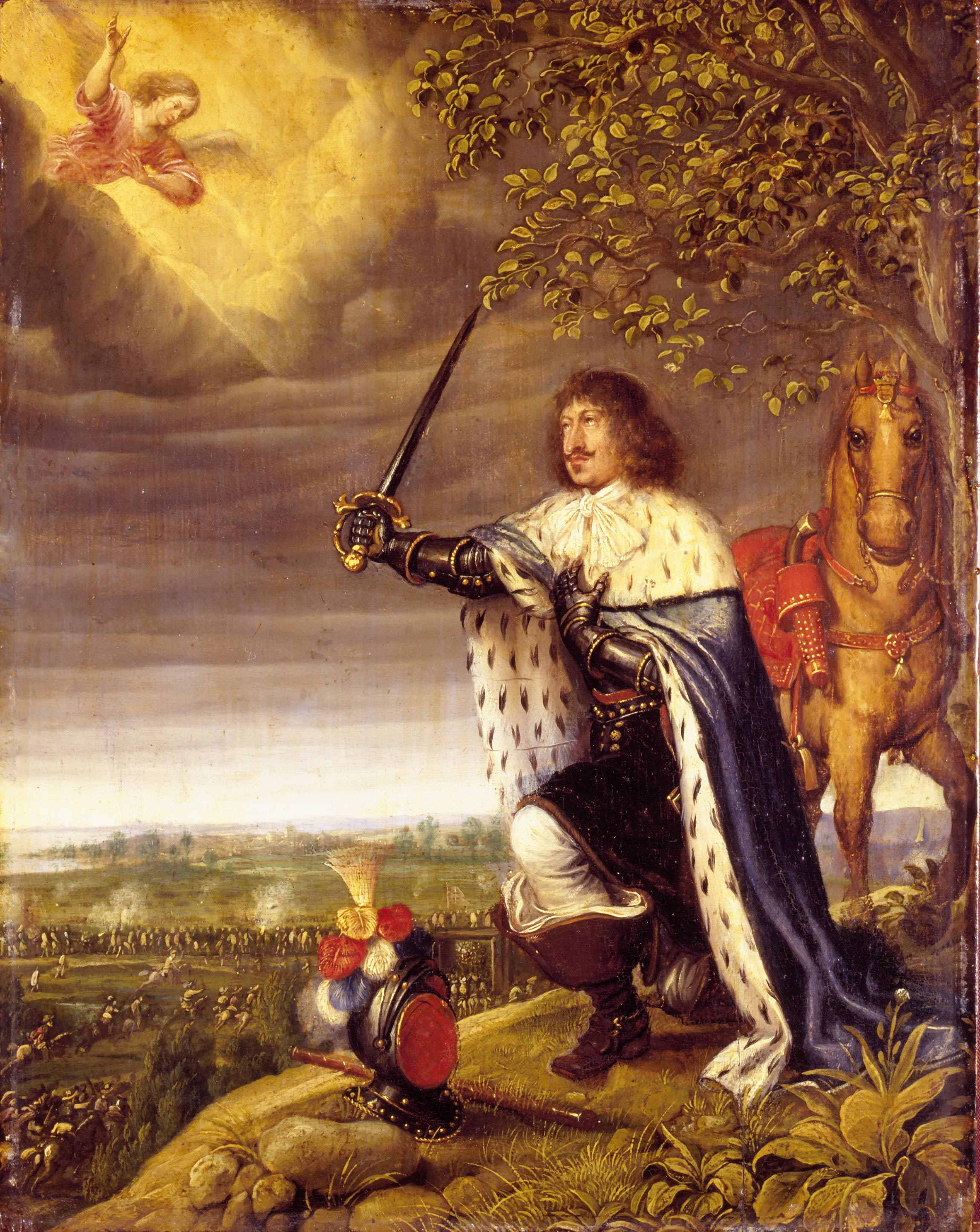
Frederic III à la bataille de Nyborg
(1659) (Château de Rosenborg)

Il est employé par le comte d'Oldenbourg en 1652, puis devient peintre de cour de Frédéric III de Danemark de 1653-1661 à Copenhague. Il travaille pour le premier évêque Christoph Bernhard von Galen, à Coesfeld à partir de 1670 où il vit probablement jusqu'à sa mort.

## Œuvre

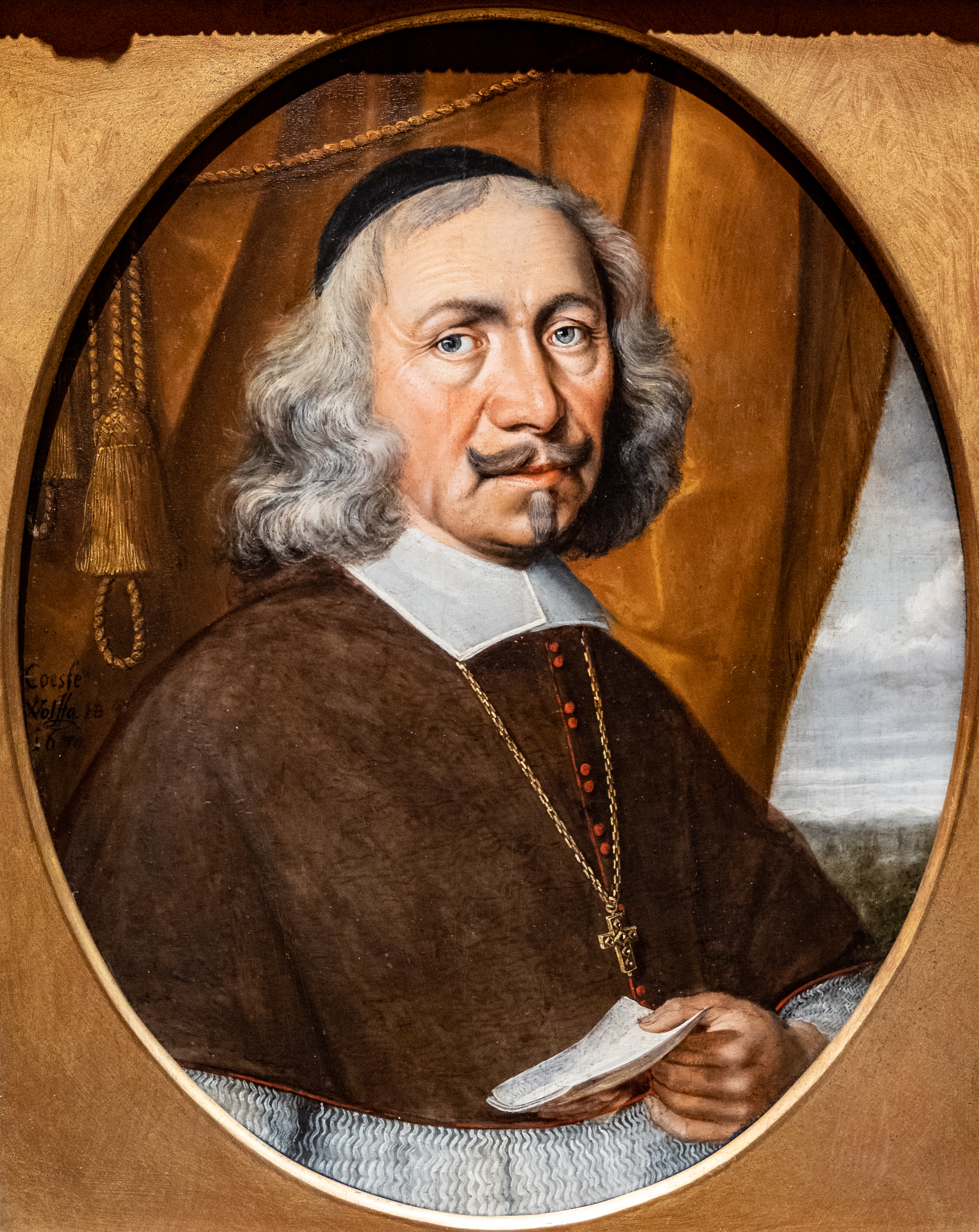
Christoph Bernhard von Galen
Musée d'histoire de Westphalie, Münster

Il a étonné ses contemporains par sa capacité à lire et écrire plusieurs langues. Il a travaillé à la même époque que Carel van Mander et Abraham Wuchters (en), mais préférait les petits formats. Ses portraits et peintures de genre sont clairement influencés par la peinture hollandaise de cette période. Dans ses scènes de nuit, il étudie les jeux d'ombres sur les sols, les murs et les plafonds. Son art, qui peut sembler naïf, se caractérise par une représentation détaillée des intérieurs. Son réalisme se retrouve aussi dans les portraits.
Avant son installation à Copenhague
- Banquet nocturne (1640), huile sur cuivre, 64 × 118 cm, Kunsthistorisches Museum Vienne[2]
- Archiduc Léopold Wilhelm (1614-1662) (1642), huile sur cuivre, 31 × 23 cm, Kunsthistorisches Museum Vienne[3]
- Portrait de commandant inconnu (1642)
- Pape Innocent X (1645), 15 × 111 cm, Statens Museum for Kunst, CopenhagueInnocent X (musée)
- Un joueur de mandoline, v. 1645, huile sur toile, musée des beaux-arts, Dijon
- Intérieur de nuit (1651), huile sur toile, 93 × 108 cm, Statens Museum for Kunst, CopenhagueIntérieur de nuit, Copenhague (musée)
- Vénus, qui montre sa jambe??? (Château de Rosenborg)

Portraits réalisés à Copenhague
- Christian V enfant (vers 1653) (Château de Rosenborg)
- Couple inconnu (1653) (Château de Rosenborg)
- Jacob Jensen Nordmand (1654) (Château de Rosenborg)
- L'Espagnol a donné Rebolledo??? (1656, forsv.)
- La Reine Christine (1660) , Musée Herzog Anton Ulrich, Braunschweig
- même (1661); même (brûlé sur Fr.borg); même (Art d'Etat, Kassel)
- Ulrik Christian Gyldenløve (1659), connu d'Albert Haelwegh
- Reine Sophie Amélie (vers 1655), (Château de Rosenborg)
- Prince Ulrik, (Collection Rosenborg)
- Christian Rantzau (Fr.borgmus.)
- Frederic III à la bataille de Nyborg (1659) (Château de Rosenborg)
- Frederic III à cheval devant Nyborg (1660, Fr.borgmus.)
- Portrait d'inconnu, peut-être Ulrik Frederik Gyldenløve (1661, Fr.borgmus.)
- Hans Schack et son épouse, Anna Blome (3 exemplaires) (1662), National Gallery Londres
- Portrait de jeune homme (1662), huile sur chêne, 49 × 36 cm, National Gallery, Londres[4]

Peintures de genre, exécutées au Danemark, scènes de nuit

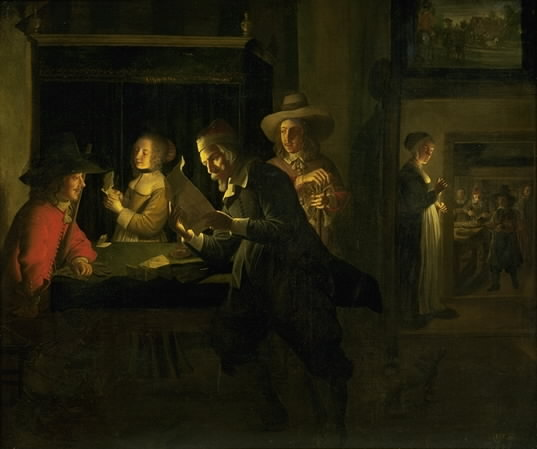
Soirée en intérieur (1651)
Statens Museum for Kunst

- Soirée en intérieur (1651), huile sur toile, 93 × 108 cm, Statens Museum for Kunst, CopenhagueIntérieur de nuit (musée)
- Concierge (1653), (Château de Rosenborg)
- Salle de garde (1653?, Sst.)
- Intérieur à la lumière (1654, smst.)
- Scène de nuit avec 3 hommes (1655, State Music for Art)
- Fileur (1657); 2 hommes en conversation (1661), Landesmuseum, Oldenbourg
- Paysage avec scène de chasse (1657) Landesmuseum, Oldenbourg
- La Sainte Famille (1657) Landesmuseum, Oldenbourg.
- Personnages du camp suédois à Brønshøj (1660, La Bible royale)

Fait après Copenhague
- Hommage (1666) , (Château de Rosenborg)
- Anthon Günther d'Oldenborg (smst.); sa femme (smst.); Portrait de famille avec Anton d'Altenburg (1667, smst.).
- Christoph Bernhard von Galen, évêque de Münster (1670), 28 × 23 cm, Musée d'Art et d'Histoire Culturelle de Westphalie, Münster[5]